# Till l'Espiègle (Strauss)
Pour les articles homonymes, voir Till l'Espiègle (homonymie).
Till l'Espiègle, op. 28 (Till Eulenspiegels lustige Streiche, également traduit par Les Plaisantes Farces de Till l’Espiègle ou Les Joyeuses Facéties de Till l'Espiègle) est un poème symphonique composé par Richard Strauss en 1894-1895.

## Présentation
Chronologiquement, l'œuvre se situe au milieu des pièces symphoniques du musicien, entre Mort et Transfiguration et Ainsi parlait Zarathoustra, bien avant ses opéras majeurs.
La première eut lieu à Cologne le 5 novembre 1895 par l'orchestre du Gürzenich de Cologne sous la direction de Franz Wüllner.
Cette musique reprend le thème du héros allemand, ce dernier étant représenté par le cor d'harmonie et la clarinette en mi bémol. La sonorité nasillarde de cette clarinette convient parfaitement à la personnalité de Till. La structure de la pièce reprend celle d'un rondo.
L'œuvre est d'un seul tenant et son exécution dure environ quinze minutes. La partition comprend une série d'annotations de la main du compositeur pour décrire chaque motif :
Il était une fois un bouffon coquin
nommé Till l'Espiègle.
C'était un malicieux lutin
parti vers de nouvelles facéties.
Attendez un peu, peureux !
Hop ! à cheval à travers l'étalage des marchandes de poissons.
Il court avec des bottes de sept lieues.
Caché dans un trou de souris.
Déguisé en pasteur, il sent l'onction et la morale…
Toutefois, le vaurien se révèle par son gros orteil.
Mais comme il se rit de la religion, il ressent soudain une peur panique de la mort.
Till chevaleresque et échangeant des grâces avec de charmantes jeunes filles.
Il leur fait la cour.
Un refus élégant est aussi un refus.
Jure vengeance contre la race humaine.
Thème des philistins.
Après avoir démontré aux philistins quelques thèses plutôt monstrueuses, il les abandonne, ébahis, à leur sort.
Grimace lointaine.
Chanson de Till.
Le tribunal.
Il sifflote nonchalamment.
Sur l'échafaud.
Il pend, l'air lui manque, un dernier spasme, Till a vécu.